# Airaphilus doramas
Airaphilus doramas es una especie de coleóptero de la familia Silvanidae.

## Distribución geográfica
Es endémico de Gran Canaria, en las islas Canarias (España).